# Smoldno
Smoldno – wieś w Słowenii, w gminie Gorenja vas-Poljane. W 2018 roku liczyła 36 mieszkańców.